# Леблан, Михаил Варфоломеевич

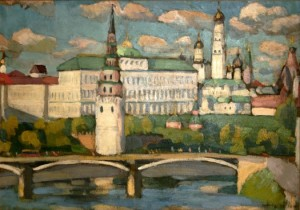
Художник М. В. Леблан. Вид на Кремль от Водовзводной башни. (Масло. 1916 г.)

Михаил Варфоломеевич Леблан (1875—1940) — русский и советский художник, график, педагог.

## Биография
Родился в 1875 году в Орле.

### Образование
Начальное художественное образование получил в 1892—1893 годах в частной рисовальной школе П. Сычёва в Орле. Затем учился в МУЖВЗ (1893—1907) у С. А. Коровина, Л. О. Пастернака, А. Е. Архипова, А. С. Степанова, А. М. Васнецова, в мастерской В. А. Серова и К. А. Коровина. Некоторое время занимался в Высшем художественном училище живописи, скульптуры и архитектуры при Императорской Академии художеств в мастерской И. Е. Репина. В 1910—1912 учился в Академии Гранд-Шомьер, а также в студии А. Матисса в Париже.

### Деятельность
Леблан жил в Москве. Писал пейзажи, натюрморты, портреты, жанровые картины. С 1894 года он — участник выставок (ученическая, МУЖВЗ). Член объединения «Союз русских художников» (с 1910). Член-учредитель обществ «Свободное искусство» (1912, постоянный член выставочного комитета), «Объединенное искусство» (ОБИС, 1925). Экспонировал свои работы на выставках ТПХВ, объединений «Мир искусства», «Бубновый валет», «Жар-цвет».
Участвовал в 4-й государственной выставке картин (1919), 9-й выставке «Современная живопись» (1922), 1-й передвижной выставке живописи и графики (1929), выставке «Искусство третьего, решающего, года пятилетки» (1931) в Москве, 3-й выставке картин (1919) в Рязани, 1-й государственной выставке искусства и науки (1920) в Казани, юбилейной выставке «Художники РСФСР за XV лет» в Ленинграде, Москве (1932—1934) и других. Был экспонентом многих международный выставок и выставок русского искусства за рубежом, в том числе Всемирной выставки в Сент-Луисе (1903), первой русской художественной выставки в галерее Ван-Димена в Берлине (1922), XIV международной выставки искусств в Венеции (1924), художественно-кустарной выставки СССР в Нью-Йорке (1929).
М. В. Леблан преподавал в собственной школе-студии в Москве (с 1913), среди учеников — В. Ф. Степанова, Ф. С. Богородский, А. А. Поманский и другие.
Умер в 1940 году в Москве.

### Семья
Был женат на певице Большого театра Нине Мосоловой (псевдоним Миллер), у него был приёмный сын — Александр Мосолов (1900—1973) — композитор, пианист.

## Труды
Произведения Леблана находятся в ряде музейных собраний, в том числе в Государственной Третьяковской галерее, Государственном Русском музее.